# 大村卓
大村 卓（おおむら すぐる、1961年 - ）は、日本のCGIプロデューサー。

## 略歴
静岡県出身。東放学園専門学校、青山学院大学経済学部卒業。
1985年株式会社フジテレビジョン入社。コンピュータグラフィックス、VFXディレクターとして様々な番組タイトルバックや映像合成を手掛ける。企画演出としては科学イベントやライブコンサート、イルミネーションデザイン、アプリケーションソフトウェア開発など多岐に渡る。

## 作品

### テレビ番組

#### CGプロデュース、ディレクション
- F1 GRAND PRIX（1988 - 2001）
- Tour de France（1994 - 1998）
- プロゴルファー祈子(1987-1988)
- フローズンナイト(1989年）
- やまだかつてないテレビ(1989-1992)
- 世界で一番君が好き!(1990)
- ウッチャンナンチャンのやるならやらねば!(1990-1993)
- 世にも奇妙な物語(1990～）
- 東京ラブストーリー(1991)
- 101回目のプロポーズ(1991)
- うれしたのし大好き(1992-1993)
- 北の国から（'87初恋）
- 素晴らしきかな人生(1993)
- Age,35〜恋しくて(1996)
- バージンロード(1997)

#### テレビ番組企画制作
- globe tour 1999 Relation　BEHIND THE SCENE
- Mr.children ドキュメント 1992−2001〜光の射す方へ
- BSフジ ドリームメーカーTV「ピルグリ」（2003）
- BSフジ 玉木宏のタイムトリップスペシャル「戦後70年教科書から消された男～韮山反射炉を作った江川英龍」（2014）[1]

#### 4K作品企画制作
- TimeTrip軍艦島[2]（2015）
- TimeTrip御台場（2016）
- Oh!江戸東京（2015）
- Tokyo Illmination Tour（2015）
- 楽しい４K講座～初級編～（2016）
- TimeTrip日本の海岸線～伊能忠敬の軌跡～（2017）
- TimeTrip長崎教会群（2017）
- 富良野と僕らと倉本聰 (2019)
- TimeTrip江戸東京～日本最古の360度パノラマ写真の謎～（2020）
- 続・TimeTrip江戸東京～日本最古の360度パノラマ写真の謎～（2021）
- TimeTrip鎌倉幕府～悲劇の将軍と夜叉王の面～
- TimeTrip鎌倉幕府～尼将軍・北条政子～

### コンサート

#### コンサート映像プロデュース、ディレクション
- 桑田佳祐 & Mr.Children LIVE UFO '95 “Acoustic Revolution with Orchestra” 奇跡の地球
- 藤井フミヤORION（1996）
- 藤井フミヤPOWER（1999）
- globe@4_domes FACES PLACES（1997）
- globetour 1998 Love again（1998）
- MR.CHILDREN CONCERT TOUR POPSAURUS 2001
- YUMING SPECTACLE 「SHANGRILA」（1999）[3]
- YUMING SURF & SNOW in Zushi Marina（2002）
- NAMIE AMURO TOUR "GENIUS　2000”

#### コンサート総合演出
- globe tour 1999 Relation

### イベント企画制作
- フジテレビ球体パニックアドベンチャーシリーズ（2004 - 2007）お台場冒険王
- 大奥おばけ屋敷（2006）
- のだめカンタービレ　夏休みクラシック講座（2007）
- 恐怖!お台場湾岸テレビ 〜世にも恐ろしい見学コース〜（2004）
- お台場湾岸テレビ3Dどっきり☆スタジオ（2005〜2006）お台場冒険王
- ゲゲゲの鬼太郎妖怪ツアーズ　目玉おやじと千年呪いめぐり（2008）
- お化け屋敷で科学する！−日本科学未来館−（2009 - 2010）[4]
- テオ・ヤンセン展～生命の創造～（2010-2011）[5]
- ドッキリお化けスタジオ！！シリーズ（2013）[6]
- ホーンテッドデパート！シリーズ（2013 - 2015）[7]
- ドラゴンボールで科学する！−名古屋市科学館−（2014-2015）[8]
- ウルトラマンで科学する！（2014 - 2015）[9]
- アクアシティお台場イルミネーションデザイン「聖なる光の木」
- 楽園のナイトアクアリウム−八景島シーパラダイス−（2016～）[10]
- Time Trip View ニコライ堂−千代田区立日比谷図書文化館−（2016～2017）[11]
- 八景島シーパラダイス　スカイライトマジック　総合演出（2016-2017）
- 八景島シーパラダイス　イワシイリュージョン　総合演出（2016～）

### 常設アトラクション企画制作
- ハウステンボスリニューアル企画制作
  - スリラー・ファンタジー・ミュージアム（2010～）[12]
  - ホラーハウスアトラクション[13]
- 西武プリンス ホテル＆リゾート箱根園フジテレビショップ&シアター設置
  - 「ゲゲゲの鬼太郎•妖怪パニックアドベンチャー」ライドシアター（2009～）
- フジテレビ55周年記念企画・社屋イルミネーションデザイン「GLLITTER 8」（2013～）[14]
- ARアプリ企画制作 タイムトリップビュー(2011～)[15]
  - Time Trip View 日本橋 -江戸東京博物館展示-[16]
  - Time Trip View 出島 -長崎県出島復元室展示-[17]
  - Time Trip View 江戸城 門
  - Time Trip View ニコライ堂 -千代田区日比谷図書文化館展示-[11]
  - Time Trip Shot 東京湾（2011～）-フジテレビジョン 本社屋 24F コリドール-[18]

- TimeTrip箱根 駒ヶ岳ロープウェー山頂駅アクティビティコンテンツ

## 受賞歴
- マルチメディアグランプリ1994シアター展示部門エンターテイメント賞

　　　「米米CLUBミュージックライド」
- マルチメディアグランプリ1995シアター展示部門エンターテイメント賞

　　　「桑田佳祐 & Mr.Children LIVE UFO '95 “Acoustic Revolution with Orchestra” 奇跡の地球」
- 2014グッドデザイン賞アプリ部門

　　　「なら平城京歴史ぶらり」
- グッドプラクティスアワード2015 奨励賞[20]

　　　「タイムトリッププロジェクト」
- 先進映像協会ルミエールジャパンアワード2015 4K部門グランプリ[21]

　　　「TimeTrip軍艦島」
- 4K徳島映画祭 2015 in 神山 大賞[23]

　　　「TimeTrip軍艦島」
- 先進映像協会ルミエールジャパンアワード2016 4K部門 優秀作品賞

　　　「楽しい4K講座」～初級編～
- 先進映像協会ルミエールジャパンアワード2016 4K部門　特別賞

　　　「TimeTrip御台場」
- 映文連（映像文化製作者連盟）アワード2016　優秀企画賞

　　　「TimeTrip御台場」
- 先進映像協会ルミエールジャパンアワード2017　UHD部門　グランプリ

　　　「TimeTrip長崎教会群」
- 先進映像協会ルミエールジャパンアワード　2017　UHD部門　優秀作品賞

　　　「TimeTrip日本の海岸線～伊能忠敬の軌跡～」
- 映文連（映像文化製作者連盟）アワード2017　文部科学大臣賞

　　　「TimeTrip日本の海岸線～伊能忠敬の軌跡～」
- 先進映像協会ルミエールジャパンアワード　2019　特別賞

　　　「富良野と僕らと倉本聰」
- 先進映像協会ルミエールジャパンアワード　2020 　４K部門　優秀賞

　　　「TimeTrip江戸東京～日本最古の360度パノラマ写真の謎」
- 映文連（映像文化製作者連盟）アワード　2020　優秀企画賞

　　　「TimeTrip江戸東京～日本最古の360度パノラマ写真の謎」
- 先進映像協会ルミエールジャパンアワード　2021　4K部門　特別賞

　　   「続・TimeTrip江戸東京～日本最古の360度パノラマ写真の謎]
- 先進映像協会ルミエールジャパンアワード　2022　4K部門　準グランプリ

　　　「TimeTrip鎌倉幕府～悲劇の将軍と夜叉王の面～」
- 2023年度 第66回ニューヨーク・フェスティバル｢Technical ProductionTeam」部門　入選

　　　「TimeTrip鎌倉幕府～悲劇の将軍と夜叉王の面～」
- 先進映像協会ルミエールジャパンアワード　2024　グッド・プラクティス・アワード本賞、４K部門特別賞

　　　「TimeTrip伊豆半島ジオパーク～噴火と衝突を繰り返す伊豆諸島～」